# Malnutritie
Malnutritie of wanvoeding is de conditie die ontstaat door een voedingspatroon waarin onvoldoende of juist te veel nutriënten voorkomen, of in de verkeerde verhoudingen. Zo kan het ontbreken van nutriënten of voedingsstoffen leiden tot deficiëntie- of gebreksziekten. Ondervoeding kan marasmus en kwashiorkor tot gevolg hebben, terwijl overvoeding kan leiden tot obesitas.

## Optimale samenstelling van voeding
Sinds het begin van de 19e eeuw is veel onderzoek verricht naar optimale voeding. De samenstelling blijkt optimaal als er een balans is tussen de voedingsstoffen zoals eiwitten, koolhydraten, vetten, vitamines en mineralen. Omdat zowel de onderlinge verhoudingen als de hoeveelheden van belang zijn is het realiseren van een optimale voeding ingewikkeld. 
Als bepaalde (essentiële) voedingsstoffen in onvoldoende mate (kunnen) worden opgenomen, dan heeft dit ondervoeding tot gevolg, waardoor deficiëntieziekten kunnen ontstaan.
In derdewereldlanden kan een tekort aan eiwitten en energierijke voeding leiden tot ziekten als kwashiorkor en marasmus. Een tekort aan vitaminen zoals vitamine A kan nachtblindheid als gevolg hebben. Een tekort aan vitamine B1 kan leiden tot beri-beri. Een tekort aan het mineraal ijzer kan leiden tot bloedarmoede. 
In westerse landen is het overvloed aan eten meestal aanleiding tot problemen. Als er te veel en eenzijdig gegeten wordt kan dit leiden tot vetophoping. Als dit in extreme mate gebeurt spreken we van obesitas. De vetbalans is dan verstoord. Dit gebeurt vaak doordat regulatie via het hongergevoel tekortschiet.
Een andere vorm van malnutritie kan veroorzaakt worden door op een verkeerde manier af te vallen (zie ook verantwoord afvallen). Als het afvallen tot in het extreme gebeurt dan kan men spreken van een eetstoornis zoals anorexia nervosa.

## Malnutritie bij kinderen
Bij kinderen die te maken krijgen met kanker is malnutritie (ook wel Proteïne Energy Malnutrition of PEM genoemd) een vaak voorkomende complicatie. Bij deze kinderen kan de malnutritie een gevolg zijn van het ziekteproces zelf of van de behandeling. Het voeden via parenterale weg (waarbij de voedingsstoffen via een centrale of perifere ader wordt toegediend)verbetert mogelijk lichtjes het gewicht wanneer we dit vergelijken met voeding die het maagdarmstelsel passeert. De methoden en gebruikte uitkomstmaten van onderzoek hierover verschillen onderling. 

## Malnutritie bij ouderen
Oudere mensen die hun heup breken, zijn vaak al ondervoed op het moment van de breuk. Tijdens hun opname in het ziekenhuis eten ze vaak ook niet voldoende. Dit is uiteraard ongunstig voor hun herstel. Als de oudere net voor of meteen na de operatie start met het nemen van orale supplementen, kunnen mogelijk de complicaties binnen de 12 maanden na de breuk voorkomen worden. Het is onzeker of het nemen van deze supplementen een invloed heeft op overlijden, misselijkheid of diarree. De intake van eiwitten verhogen in orale voeding, heeft mogelijk weinig of geen effect op mortaliteit of complicaties.